# Саматар, Ибрагим Мегаг
Ибрагим Мегаг Саматар (сомал. Ibrahim Maygaag Samatar; 1939 или 1942, Харгейса, Британское Сомали или Эфиопия — 31 января 2011 или 1 февраля 2011) — сомалийский государственный и политический деятель и экономист. Занимал пост министра финансов Сомали, а также был первым спикером Палаты представителей Сомалиленда.

## Биография
В его паспорте указано, что он родился 20 февраля 1942 года, но на самом деле он родился между 1939 и 1941 годами. Также «Би-би-си» сообщает, что он родился в 1939 году. По одним данным, родился в Харгейсе, Британский Сомали, по другим данным — в Кулладе, Эфиопия.
Учился в Йельском университете (окончил в 1962 году) и Калифорнийском университете в Риверсайде, затем вернулся в Могадишо, чтобы работать в министерстве финансов. С 1970 по 1971 год был министром финансов в кабинете Мохамеда Сиада Барре. После службы в качестве министра промышленности в 1981 году, будучи послом Сомали в ФРГ, дезертировал в США.
После изгнания являлся с 1984 года североамериканским представителем Сомалийского национального движения (СНД). До 1991 года был председателем центрального совета СНД, когда было свергнуто правительство Сомали. На конференции 1991 года в Бурао возглавлял Палату представителей Сомалиленда и сыграл важную роль в обретении Сомалилендом независимости. Был избран в Палату представителей на Большом совете национального примирения в Бораме в 1993 году, но вскоре ушёл в отставку и ушёл из политики в целом.
После 1993 года Ибрагим Мегаг Саматар пребывал за границей — в США и Японии. В 1997 году приехал в Японию, работал исследователем в Международном университете Джосай.
Скончался 31 января 2011 года в своём доме в Тогане, префектура Тиба, в возрасте 68 лет. На его похоронах присутствовали тысячи людей, живущих в Харгейсе, в том числе президент Сомалиленда Ахмед Силаньо, члены правительственных советов, политических партий, учёные и поэты.